# Ришард Бриковський
Ришард Бриковський (пол. Ryszard Brykowski; 8 січня 1931, Коломия — 5 серпня 2017, Варшава) — польський історик мистецтва, професор, спеціаліст у галузі дерев'яної сакральної архітектури, історії мистецтва, інвентаризації та консервації пам'яток.

## Життєпис
Народився 8 січня 1931 року в Коломиї, а після 1945 року оселився в Радомі, де закінчив ліцей імені Яна Кохановського.
Навчався в Люблінському католицькому університеті. Після навчання переїхав до Варшави, де невдовзі вступив до Інституту мистецтв Польської академії наук, де пропрацював понад 45 років. У 1980–1982 роках він також був лектором на кафедрі універсального середньовічного мистецтва (кафедра історії європейського мистецтва) Люблінського католицького університету. У 1994 році отримав звання професора гуманітарних наук. Був почесним членом Польського національного комітету Міжнародної ради з охорони пам'яток та історичних місць.
У своїй науковій роботі він займався історією дерев'яної архітектури, інвентаризацією та консервацією пам'яток, а також історією Покуття та Гуцульщини. Він був автором цінних публікацій про сакральну архітектуру південно-східних територій Речі Посполитої, зокрема православну церковну архітектуру.
Він був засновником і керівником Центру польської культурної спадщини за кордоном, що діяв у складі Товариства «Wspólnota Polska».
Протягом багатьох років він був пов'язаний зі скаутством . У 1945–1949, 1957–1961 та 1968 роках він був членом Польської асоціації скаутів та гайдів, у 1981 році став співзасновником Незалежного скаутського руху, а в 1989–1993 роках був членом Вищої ради ЖСР.
Помер 5 січня 2017 року у Варшаві. Його поховали на військовому кладовищі Повонзки (ділянка 5B-4-14).

## Нагороди
Завдяки своїй діяльності в «Польській громаді» президент Броніслав Коморовський нагородив його Командорським хрестом Ордену Відродження Польщі – «за видатні заслуги перед польською діаспорою в усьому світі, за пропаганду Польщі та діяльність з просування польських традицій і культури». Він також отримав, серед іншого, Золоту медаль за заслуги перед культурою «Gloria Artis» та – від Бенедикта XVI – Орден Святого Григорія Великого.

## Основні праці
- 49 Huculski Pułk Strzelców („Ajaks”; przy współpracy „Zbroi”, Pruszków, 1992; ISBN 83-85621-03-2)
- Drewniana architektura cerkiewna: na koronnych ziemiach Rzeczypospolitej (Towarzystwo Opieki nad Zabytkami, Warszawa, 1995; ISBN 83-902793-7-1)
- Drewniana architektura kościelna w Małopolsce XV wieku (Ossolineum, Wrocław, 1981; ISBN 83-04-00826-2)
- Drewniane kościoły w Małopolsce Południowej (Zakład Narodowy im. Ossolińskich, Wrocław, 1984; ISBN 83-04-00909-9)
- Kołomyja – jej dzieje, zabytki („Wspólnota Polska”, Warszawa, 1998; ISBN 83-910255-3-5)
- Legenda i dzieje cudownego obrazu Matki Bożej Kołomyjsko-Pokuckiej (Bydgoski Dom Wydawniczy Margrafsen, Bydgoszcz, 2012; ISBN 978-83-63921-44-6)
- Łemkowska drewniana architektura cerkiewna: w Polsce, na Słowacji i Rusi Zakarpackiej (Zakład Narodowy im. Ossolińskich, Wrocław, 1986; ISBN 83-04-01989-2)
- Sztuka Rumunii (Zakład Narodowy im. Ossolińskich, Wrocław, 1979; ISBN 83-04-00121-7 wspólnie z Tadeuszem Chrzanowskim i Marianem Korneckim)
- Urbanistyka i architektura Radomia (Wydawnictwo Lubelskie, Lublin 1979; ISBN 83-222-0016-1 pod red. Wojciecha Kalinowskiego)
- Zabytki architektury i budownictwa w Polsce. Z. 13, Województwo rzeszowskie (Państwowe Wydawnictwo Naukowe, Warszawa, 1973)